# Chôros no 7 de Villa-Lobos
Chôros no 7, sous-titré  « Settimino » (septuor), est un septuor instrumental écrit en 1924 par le compositeur brésilien Heitor Villa-Lobos. Il fait partie d'une série de quatorze compositions numérotées intitulées collectivement Chôros, allant de solos pour guitare et pour piano à des œuvres écrites pour soliste ou chœur avec orchestre ou plusieurs orchestres, et dont la durée peut dépasser une heure. Le Chôros no 7 est d'une durée modeste avec une exécution d'environ huit minutes et demie.

## Histoire
Le Chôros no 7 a été composé à Rio de Janeiro en 1924 (immédiatement après le Chôros no 2 et deux ans avant le Chôros n° 6 (en) orchestral), ce qui en fait la troisième pièce de la série à être écrite. La partition est dédiée au mécène du compositeur Arnaldo Guinle (pt), à qui Villa-Lobos dédiera également le Chôros n° 5 (en). Elle a été créée à l'Escola Nacional de Música de Rio de Janeiro le 19 septembre 1925 par Ary Ferreira (flûte), Antão Soares (clarinette), Rodolfo Attanasio (hautbois), Felipe Duchamps (saxophone alto), Assis Republicano (basson), Cardoso Menezes (violon) et Newton Pádua (violoncelle). La première européenne a eu lieu lors du premier d'un ensemble de concerts consacrés à l'œuvre de Villa-Lobos, à la Salle Gaveau à Paris le 24 octobre 1927. Les interprètes étaient Gaston Blanquart (flûte), Lucien-Joseph-Francis de Nattes (hautbois), Louis Cahuzac (clarinette), Hippolyte Poimboeuf (saxophone alto), Gustave Dhérin (basson), Marcel Darrieux (violon) et Robert Krabansky (violoncelle). 
Le Chôros no 7 a été chorégraphié et présenté comme ballet par le New York City Ballet en 1960.

## Instrumentation
Le Chôros no 7 est écrit pour un septuor instrumental composé d'une flûte, d'un hautbois, d'une clarinette, d'un saxophone alto, d'un basson, d'un violon et d'un violoncelle, avec l'ajout ad libitum d'un tam-tam dans les coulisses vers la fin.

## Analyse
La forme de Chôros no 7 n'est rien de plus qu'une séquence déconnectée de segments musicaux, mais d'une manière mystérieuse, elle parvient à créer un sentiment d'unité. Les textures chargées sont tissées sans discernement à partir d'un mélange de primitivisme de musique nord-amérindienne (en), de polkas et valses de salons de danse de banlieue. Villa-Lobos combine et contraste les différents matériaux afin de produire des effets instrumentaux originaux et des timbres inédits, les privilégiant à tel point qu'il n'y a pratiquement aucun développement thématique et que les harmonies sont produites plus ou moins accidentellement à partir de la conjonction des parties linéaires .
Selon le compositeur, le caractère primitif et amérindien du thème d'ouverture se transforme progressivement au cours de l'œuvre en un style plus civilisé, pour finalement laisser place à une valse lente. À celle-ci succède une mélodie déferlante aux rythmes contradictoires, ornée de notes d'ornement parasites caractéristiques de la polquinha animée du quartier Cidade Nova de Rio de Janeiro. À la fin, le thème amérindien est rappelé, pour confirmer la transformation qu'il a subie.
Les syncopes caractéristiques de la partie centrale du Chôros no 7 sont communes à la contradanza, la habanera, aux tangos brésilien, au matchiche et aux polkas (polquinhas) de l'un des initiateurs du genre choro, le flûtiste Joaquim Antônio da Silva Calado (en).